# Чайка (платформа Октябрьской железной дороги)
Ча́йка — платформа Октябрьской железной дороги рядом с посёлком Лебяжье Ломоносовского района Ленинградской области на линии Санкт-Петербург — Калище.
От неё начинается каменная дорога (бывшая танковая) на деревню Борки. Платформа Чайка известна также тем, что в непосредственной близости от неё на север на шоссе расположен контрольно-пропускной пункт Федеральной Пограничной службы, препятствующий свободному доступу людей в погранзону и город Сосновый Бор. Огромные размеры погранзон достались России в наследство от СССР и КПП у пл. Чайка действует до сих пор.
Эта часть пограничной зоны не содержит пунктов перехода через границу, в городе Сосновый Бор нет порта, осуществляющего международные пассажирские перевозки, и вероятная цель существования погранзоны — не допускать посторонних в окрестности Ленинградской АЭС. Таким образом, даже наличие шенгенской визы в паспорте россиянина не позволяет ему проезжать через КПП «Чайка» — необходим пропуск Федеральной Погранслужбы ФСБ РФ либо паспорт с пропиской в погранзоне. С 2013 года требование пропуска было упразднено для граждан России, поэтому станция потеряла своё «фильтрующее» значение.

### Фото

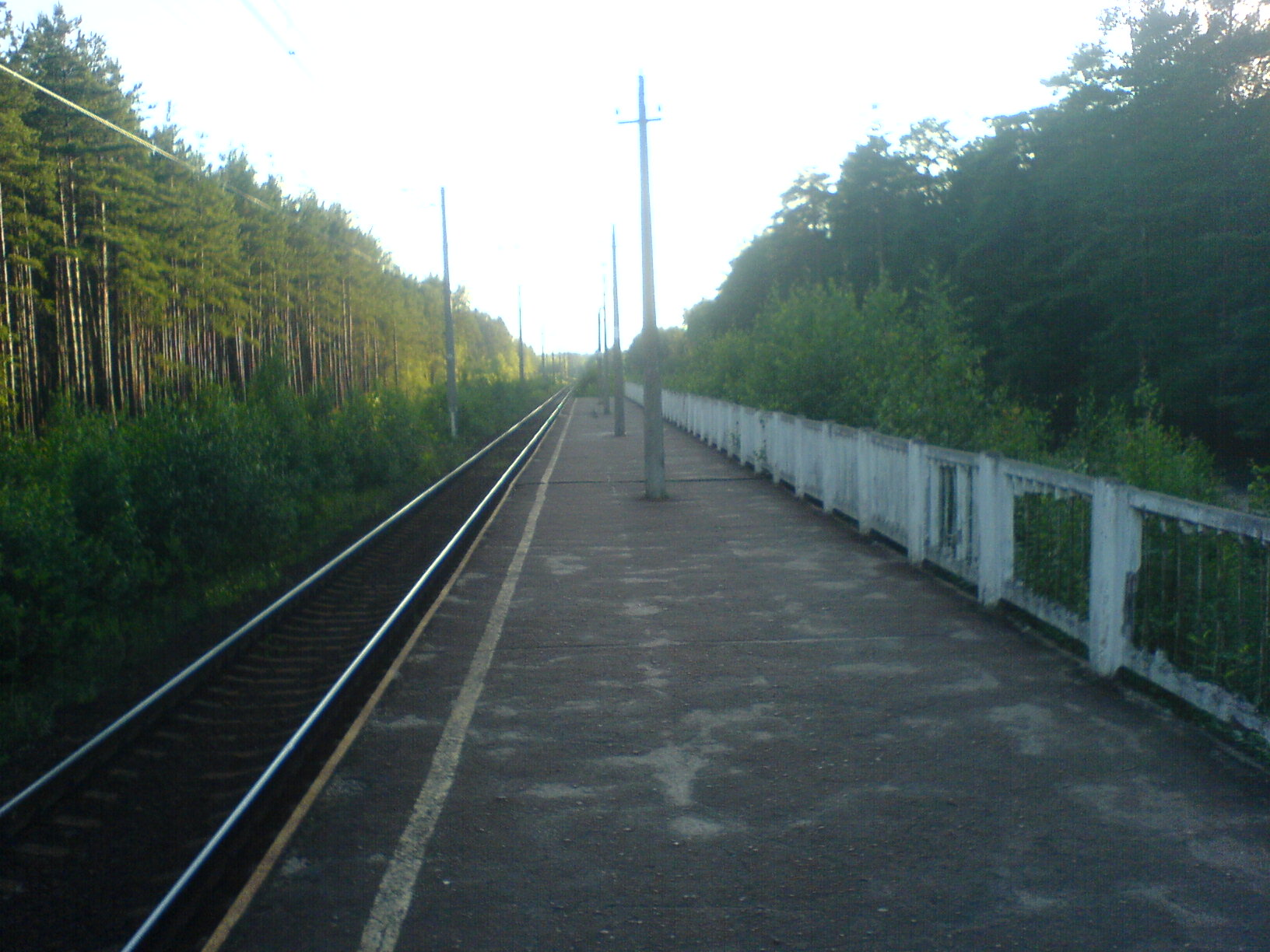
Чайка. Вид в сторону ст. Лебяжье
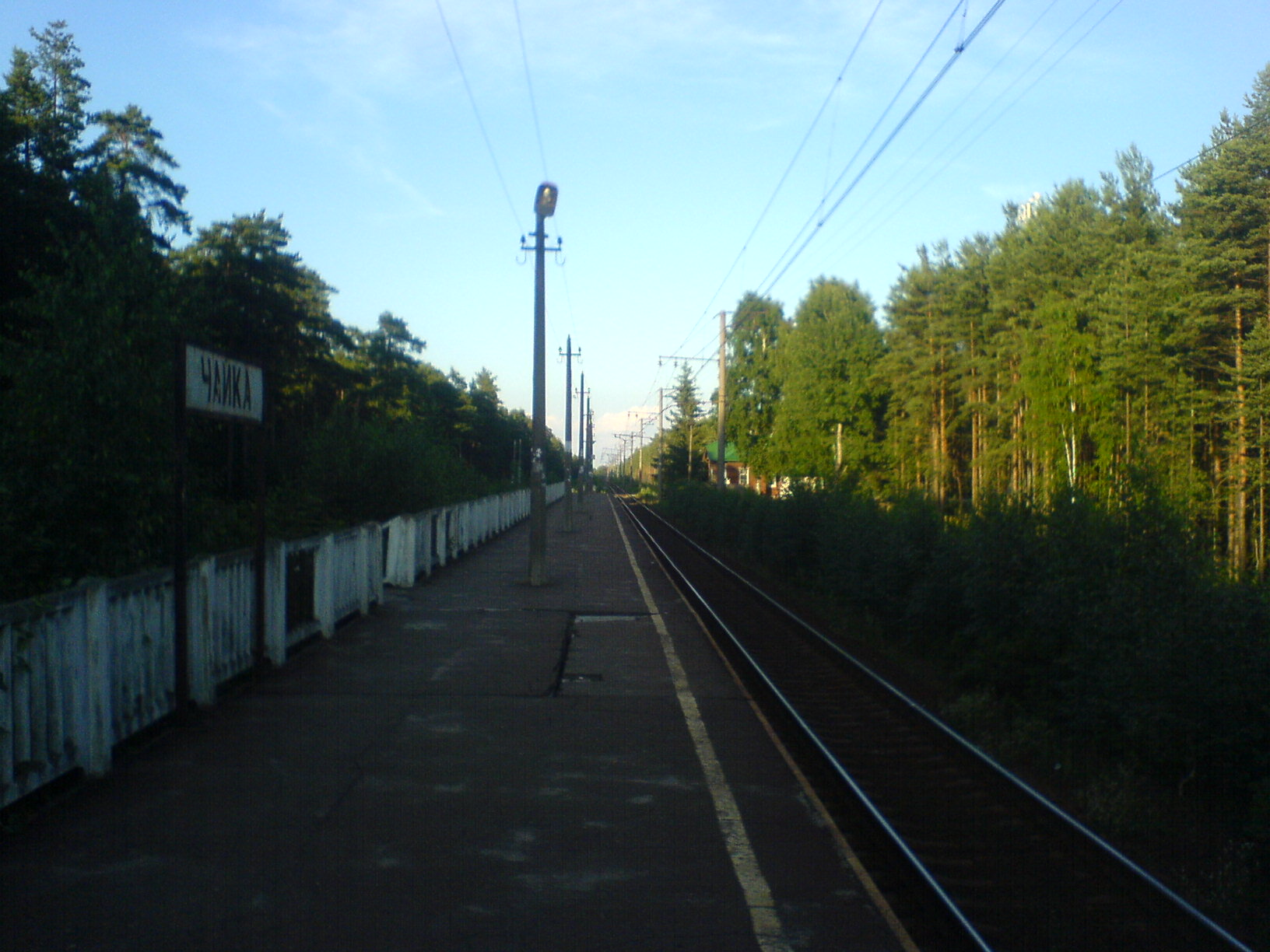
Чайка. Вид в сторону ст. Большая Ижора